# Borszczów
Borszczów (ukr. Борщів, Borszcziw) – miasto na Ukrainie, w obwodzie tarnopolskim, w rejonie czortkowskim, siedziba hromady.

## Historia

Przedwojenny herb Borszczowa

Pierwsza wzmianka o miejscowości pochodzi z 1456 roku. W 1565 właścicielami byli Borszczowscy herbu nieznanego. W 1629 Borszczów uzyskał prawa miejskie i herb Wazów – Snopek. Miasto w tym czasie posiadało wały obronne i znajdował się tu także zamek wzniesiony dla ochrony przed napadami Tatarów. Borszczów uzyskał prawo składu w 1635. W 1655 do Borszczowa wkroczyły wojska kozackie Chmielnickiego wraz z oddziałami rosyjskimi. Od XVII wieku w miejscowości zaczynają się osiedlać Żydzi. W 1663 r. erygowano tu parafię rzymskokatolicką, a w 1763 r. poświęcono nowo zbudowany kościół pw. św. Trójcy. Po I rozbiorze Polski miasto znalazło się w granicach Austrii i weszło w skład cyrkułu zaleszczyckiego, potem czortkowskiego. W 1785 władze austriackie potwierdziły prawa miejskie Borszczowa. W 1867 Borszczów został siedzibą powiatu, co przyczyniło się do przyspieszenia jego rozwoju. Pod koniec XIX wieku funkcjonowały tu m.in. fabryka odzieży, fabryka tytoniu i papiernia. W 1890 roku liczba mieszkających w mieście Żydów wzrosła do 1808 osób (41,7% populacji miasta). W późniejszych latach około 600 osób wyemigrowało do Stanów Zjednoczonych.
W 1909 założono Polskie Prywatne Gimnazjum w Borszczowie. 17 lipca 1919 miejscowość zajęły wojska polskie. W II Rzeczypospolitej miasto było siedzibą powiatu borszczowskiego w województwie tarnopolskim. Ze względu na bliskość granicy ZSRR w Borszczowie stacjonował batalion KOP „Borszczów”. Działały tu też organizacje polskie, w tym Związek Strzelecki i Towarzystwo Gimnastyczne „Sokół”. Społecznie udzielały się także siostry służebniczki, które prowadziły ochronkę dla dzieci i wydawały darmowe posiłki najuboższym, organizowały kursy kroju i szycia oraz gotowania.
Borszczów był siedzibą dekanatu archidiecezji lwowskiej. Do tutejszej parafii rzymskokatolickiej należał też kościół filialny we wsi Wysuczka. 12 maja 1939 poświęcono wybudowany w 1936 budynek szkoły nazwanej im. Marszałka Józefa Piłsudskiego.
17 września 1939 do miasta wkroczyły wojska radzieckie. Podczas okupacji sowieckiej rozwiązane zostały przedwojenne instytucje(w tym żydowskie) żydowskie, zakazano działalności politycznej. 
7 lipca 1941 roku miejscowość została zajęta przez wojska węgierskie. W tym czasie Ukraińcy usiłowali dokonać pogromu Żydów, lecz zapobiegli temu Węgrzy. Od sierpnia 1941 władanie miasta przeszło w ręce okupacyjnej administracji niemieckiej. W mieście w połowie 1941 roku przebywało około 3000 Żydów. Byli to miejscowi oraz uciekinierzy z terenów Polski centralnej.
Starostą początkowo został były zastępca szefa Gestapo w Szczecinie, sturmbannführer SS Gerhard Littschwager, a od końca kwietnia 1942 roku – hauptsturmführer SS Hans Kujat. W Borszczowie działał posterunek policji kryminalnej, który podlegał oddziałowi policji bezpieczeństwa w Czortkowie, oraz posterunek żandarmerii i ukraińskiej policji pomocniczej. Podobnie jak w wielu miejscowościach zajętych przez Niemców został utworzony Judenrat. Na jego czele stanął Wolf Hess. Pod koniec lipca 1942 roku za sprzeciwienie się zarządzeniom okupantów wysłano go do obozu zagłady w Bełżcu. Szefem Judenratu został Oskar Hessing, uciekinier z Wiednia. Na czele policji żydowskiej stanął jego brat Szymon.
W czasie okupacji niemieckiej w Borszczowie istniało getto, do którego zwożono Żydów z pobliskich miejscowości. Do sierpnia 1943 roku zostali oni rozstrzelani na żydowskim cmentarzu w liczbie około 4,5 tys.. Pomocy Żydom udzielały Polki Anna Orłowska i Anna Zielińska oraz ukraińska rodzina Sokołyków (Mychajło, Kateryna i Iwan), za co po wojnie Instytut Jad Waszem uhonorował ich tytułami Sprawiedliwych wśród Narodów Świata.
W czasie II wojny światowej bezpośredniego napadu UPA na miasto nie było, ale z rąk banderowców zginęło 35 mieszkańców, głównie w czasie wyjazdów do okolicznych wiosek.
Po wcieleniu Kresów Wschodnich do ZSRR kościół w Borszczowie był jedną z pięciu rzymskokatolickich świątyń, które pozostały otwarte dla wiernych w dawnym województwie tarnopolskim. Tutejszym proboszczem był s. Józef Adamczyk (1893–1963), a po nim ks. Jakub Macyszyn (1901-1971).
W 1989 miasto liczyło 11 305 mieszkańców.
W 2013 liczyło 11 222 mieszkańców.

## Zabytki
- kościół parafialny pw. św. Trójcy, zbudowany na planie krzyża w miejscu dawnego zamku, poświęcony w 1763 r, konsekrowany w 1871 r[4]. Od 1991 r. posługę w parafii pełnią księża michalici.
- pomnik Adama Mickiewicza z 1898 roku znajdujący się obok kościoła
- cerkiew Zaśnięcia NMP z 1886 roku
- pozostałości zamku borszczowskiego
- ruiny zamku we wsi Wysuczka, 4 km na zachód od miasta

## Urodzeni w Borszczowie
- Zbigniew Michał Cerkowniak – porucznik kawalerii WP, dowódca oddziału partyzanckiego OP-15 w akcji „Burza”.
- Bogusława Czajecka – historyk, archiwistka, doktor nauk humanistycznych
- Tadeusz Danek - lekarz, Sprawiedliwy wśród Narodów Świata
- Bolesław Bronisław Duch – generał Wojska Polskiego
- Marek Eisner – profesor medycyny, wybitny endokrynolog
- Tadeusz Kaźmierczak - profesor, entomolog
- Franciszek Leszek Klima – geograf, nauczyciel, autor podręczników
- Tadeusz Knopp – podpułkownik piechoty Wojska Polskiego
- Michał Kornella – inżynier melioracyjny.
- Adam Masiowski – polski nauczyciel w Żarach, autor książki "Kresowe wspomnienia, czyli Borszczów oczami małolata i tajemnicza historia kresowego sztandaru"[21][22].
- Jan Szychowski – emigrant w Argentynie, pionier produkcji yerba mate „Amanda”.
- Bolesław Zaleski – tytularny generał brygady Wojska Polskiego.

## Związani z miastem
- Mychajło Dorundiak (1857–1908) – ukraiński prawnik, doktor prawa, szwagier dra Teofila Okunewskiego[23]
- N. Wachałowicz – starosta powiatowy w Borszczowie (m.in. w 1936)[24]